# Saint Eustache (Cranach, Paris)
Pour les articles homonymes, voir Saint Eustache.
Saint Eustache est un tableau réalisé vers 1515-1525 par le peintre allemand Lucas Cranach l'Ancien et son atelier. Cette huile sur bois est une peinture chrétienne qui représente Eustache de Rome tenant la tête d'un cerf qui présente un crucifix parmi ses bois, miracle à l'origine de sa conversion. L'œuvre est conservée au musée de la Chasse et de la Nature, à Paris, en France.